# 동축 케이블

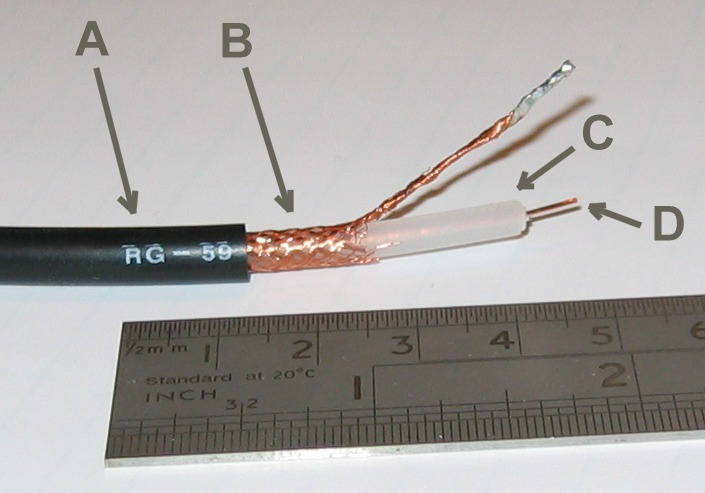
RG-59 동축 케이블
A : 플라스틱 외피
B : 구리망
C : 내부 유전체
D : 구리선

동축 케이블(coaxial cable or coax)이란 중앙의 절연된 구리선을 관상(管狀)의 전도체가 둘러싸고 있는 전송 매체이다. 즉, 전송선로의 일종으로, 중심에 초의 심지와 같이 도체가 있고, 그 주변을 둘러싸는 높은 유전상수를 갖는 유연한 유전체와 다시 이를 감싸는 도체망으로 구성된 케이블을 말한다. 여기서 동축이란 말은 전류가 흐르게 되는 도체의 축이 같기 때문에 온 말이다. 이상적인 동축케이블은 이에 의해서 생기는 전자기장이 오직 유전체 부분에서만 생기게 된다.

## 역사
1880년, 동축 케이블은 잉글랜드에서 올리버 헤비사이드가 특허를 받았다. (특허 번호 1,407)
전화가 처음 사용되던 무렵의 전선은 나선(裸線)이었다. 나선은 전주에 가설할 때 하나의 전주에다 가설할 수 있는 선의 수량에 제한되어 있고 또 비나 바람 따위의 자연조건에 영향을 받게 되어 결점이 많았다. 이 때문에 여러 가닥의 심선(心線)을 다발로 묶어 그 겉을 절연체로 덮어 씌운 '케이블'을 채택했으나 이것은 또 전류의 감쇠현상이 심해서 장거리용 시외전화 회선에는 여전히 전력 손실이 적은 나선이 사용되어 왔다. 19세기 후반에 들어와서 미국의 퓨핀이 케이블에 장하선륜(裝荷線輪)을 일정 간격마다 삽입해서 전류의 감소량을 줄이는 방식을 제안했다. 그 뒤에 3극진공관이 발명됨으로써 미약한 전류를 증폭하는 중계기가 실용화되어서 음성 시외회선이 급격히 증가하게 되었고 회선이 증가함에 따라 그 경제화가 필요해졌다. 장거리 회선에서는 케이블의 가격이 높기 때문에 이것을 다중화(多重化)해서 사용하는 방법이 고안되었다. 다중화란 하나의 심선을 여러 사람이 공동하는 방법으로서 반송주파수를 사용하여 이를 여러 통화자가 분할·배분해서 쓴다. 이것을 주파수 분할 다중화(FDM)라고 한다.그 뒤 회선의 수요가 늘어남에 따라 동축 케이블 방식이 개발되어 널리 이용되기에 이르렀다. 통상적인 케이블은 주파수가 높아지면 누화(漏話)가 많아져서 이 때문에 여러 가지 말썽을 빚었는데, 이것은 500KHz 정도가 한도여서 그 이상은 다중화가 어려웠다. 이에 대하여 동축 케이블은 그 구조보다 높은 주파수에서도 누화가 적다. 현재 12KHz의 전송에 따라 2,700회선까지 수용할 수 있다. 나아가서 40 또는 60MHz의 전송 방법도 연구되고 있으며 하나의 동축 케이블에 수만 회선을 전송하려는 방식이 검토되고 있다. 이들 전송기술의 진보는 전자공업기술의 발전에 힘입은 바가 크다.1948년 미국에서 트랜지스터가 발명된 이래 진공관 대신에 이 트랜지스터가 다중방식에 도입되었다. 이어서 반도체 회로가 출현하여 통신기기가 급속히 발전하게 되었다.이러한 전자기술의 진보에 따라 기기의 소형화, 신뢰성의 향상, 회선의 품질에 대한 향상이 꾀하여졌다. 종래의 동축 케이블 방식에서는 4km-5km마다 무인중계소를 세워야 했으나 반도체 사용에 의하여 중계기가 소형화되어서 맨홀 속에 있는 소형 상자에 수용할 수 있게 되었다.

## 개요
반송주파수를 더욱 높여도 누화가 적은 케이블의 출현이 요구되었는데, 이에 따라 개발된 것이 동축케이블이다. 동축케이블은 1개의 심선을 축으로 하여 동축 원통상에 외부도체(外部導體)를 곁들인 케이블이다. 이 케이블을 사용하게 되면 수십MHz 전류의 장거리 전송이 가능하며, 12MHz로 2,700의 통신로를 가진 동축케이블이 실용화되고 있다.

## 해저 동축 케이블
해저 동축 케이블은 자동즉시통화를 위해 부설되었는데 이는 단파 중계를 대치한다. 무선 중계는 공중의 상태나 그 밖의 영향을 받기 쉽고 안정성이 떨어지지만 해저동축케이블에 의하면 안정하고 훌륭한 통신을 할 수 있다. 1956년에는 대서양을 횡단하는 해저동축케이블이 개통되었고, 1964년에는 하와이-일본 간이 개통되었다.

## 표준
- RG-6/U
- RG-6/UQ
- RG-7
- RG-8/U
- RG-8X
- RG-9/U
- RG-11/U
- RG-58/U
- RG-59/U
- 3C-2V
- 5C-2V
- RG-60/U
- RG-62/U
- RG-62A
- RG-174/U
- RG-178/U
- RG-179/U
- RG-180B/U
- RG-213/U
- RG-214/U
- RG-218
- RG-223/U
- RG-316/U
- RG-400/U
- H155
- H500
- LMR-100
- LMR-195
- LMR-200
- HDF-200
- CFD-200
- LMR-400
- HDF-400
- CFD-400
- LMR-600
- LMR-900
- LMR-1200
- LMR-1700
- QR-320
- QR-540
- QR-715
- QR-860
- QR-1125

## 같이 보기
- 광 케이블